# Nicolás Gerardino
Nicolás Gerardino, a veces mencionado como Geraldino, Geraldín o Giraldino (El Puerto de Santa María, Cádiz, España, 1690
-Cabo Sicié, Tolón, Francia, 22 de febrero de 1744) fue un marino y militar español de origen irlandés. Capitán de la Armada española, estuvo destacado en el virreinato del Perú. En 1722, fue el primero en realizar un viaje directo del Callao a España, vía el Cabo de Hornos, al mando de la fragata Águila Volante. En 1736 comandó una flota que se dirigió al Río de la Plata para apoyar al gobernador de Buenos Aires ante la amenaza de los portugueses de la colonia del Sacramento. Murió combatiendo en la batalla del cabo Sicié, al mando  del navío insignia Real Felipe.

## Biografía
El apellido Gerardino o Geraldino es una castellanización del irlandés Fitz Gerald, y proviene de inmigrantes irlandeses que se instalaron en España a raíz de las persecuciones que sufrían en Inglaterra en el siglo XVII.
Cuando entre 1720 el pirata inglés John Clipperton asoló las costas de Chile y Perú, el virrey-arzobispo Diego Morcillo Rubio de Auñón despachó a Gerardino al mando de la fragata Águila Volante para que diera caza al corsario. Pero debido a la gran habilidad de movimientos de los marinos ingleses, Gerardino no pudo interceptarlos. Otra nave enviada contra Clipperton, comandada por el general Pedro Medranda, tampoco logró su objetivo. Estos hechos navales se dieron en el marco de la guerra de la Cuádruple Alianza.
También se encomendó a Gerardino trasladar a España un importante cargamento de caudales, que el virrey Morcillo enviaba a la Corona como demostración de su eficiente manejo económico. También el mismo virrey enviaba al rey Felipe V donativos a título personal, para ganarse su favor. Comandando nuevamente al Águila Volante, Gerardino zarpó del Callao rumbo a Cádiz. Fue la primera vez que un navío proveniente del Perú hacia ese itinerario de manera directa, vía el Cabo de Hornos (1722).
En 1736, zarpó de Cádiz al mando de tres fragatas, rumbo al Río de la Plata. Llevaba soldados para reforzar la guarnición de Buenos Aires, que entonces se veía perjudicada por la presencia de los portugueses en la colonia de Sacramento.
Cuando se hallaba en la isla de Santa Catalina, en el sur del Brasil, sufrió un motín de sus tropas que reclamaban su paga.  Superado el incidente, pasó a Buenos Aires, donde tuvo roces con el gobernador Miguel  de Salcedo en torno a la actuación de la flota en el Río de la Plata. Hubo un intercambio mutuo de acusaciones, con resultado de que ambos regresaran a España para ser enjuiciados por el Consejo de Indias.

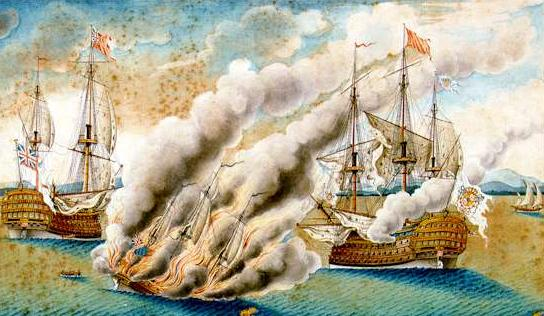
Combate de Tolón o de cabo Sicié, en donde murió Gerardino. Se representa el enfrentamiento entre el Real Felipe y el Namur cuando se le lanzó el brulote Ann Galley para incendiar el Real Felipe. Obra de José Manuel de Moraleda y Montero, 1783.

Gerardino estuvo preso algunos años en Cádiz, hasta que fue liberado en 1741, debido a la necesidad que tenía España de contar con marinos con experiencia, ante una nueva guerra contra Inglaterra.
Participó en el batalla del cabo Sicié (22 de febrero de 1744), al mando del navío insignia Real Felipe. Se batió heroicamente, muriendo en acción.